# Caeruleuptychia caerulea
Espèce
Caeruleuptychia caerulea est une espèce de papillons de la famille des Nymphalidae et de la sous-famille des Satyrinae et du genre Caeruleuptychia.

## Dénomination
Caeruleuptychia caerulea a été décrit par l'entomologiste Arthur Gardiner Butler en 1869 sous le nom initial d' Euptychia caerulea.

### Nom vernaculaire
Caeruleuptychia caerulea se nomme Caerulea Satyr en anglais.

## Description
Caeruleuptychia caerulea est un papillon qui doit soit nom à sa couleur bleu céruléen. Le dessus est bleu avec aux ailes antérieures une bordure costale et externe gris foncé à marron noir.
Le revers est bleu, rayé de lignes foncées, un petit ocelle à l'apex des ailes antérieures et un autre proche de l'angle anal aux ailes postérieures.

## Biologie
En Guyane il vole en mars avril puis de septembre à décembre.

## Écologie et distribution
Caeruleuptychia caerulea est présent au Brésil et en Guyane,.

### Biotope
Caeruleuptychia caerulea réside en zone de chablis de forêt primaire.

### Protection
Pas de statut de protection particulier